# Maria Thorisdottir
Maria Thorisdottir (Klepp, 5 giugno 1993) è una calciatrice norvegese, difensore dell'Olympique Marsiglia e della nazionale norvegese.
Figlia di Þórir Hergeirsson, responsabile tecnico della nazionale norvegese di pallamano, ha praticato anche la pallamano prima di dedicarsi completamente al calcio.

## Carriera

### Club
Dal 2010 veste ininterrottamente la maglia del Klepp, giocando in Toppserien, nella massima serie norvegese, ottenendo come miglior risultato il sesto posto nella stagione 2015. Nell'estate 2017 ha lasciato il Klepp per trasferirsi in Inghilterra al Chelsea, firmando un contratto biennale. Alla sua prima stagione con le Blues ottiene il double campionato-FA Women's Cup. Nell'ottobre 2018 subisce un grave infortunio che la allontana dai campi da gioco fino al maggio 2019, tuttavia questo non influisce negativamente nel rapporto con la società che già dal febbraio di quello stesso anno le rinnova il contratto fino all'estate 2021. Al termine del suo secondo anno ottiene il suo secondo titolo di Campione d'Inghilterra, marcando 5 presenze in campionato.
Dopo aver iniziato la stagione con le Blues, prima della scadenza del contratto, il 22 gennaio 2021, Thorisdottir decide di trasferirsi al Manchester United, sottoscrivendo con le Red Devils un contratto per due anni e mezzo con un'opzione per un ulteriore anno, debuttando con la nuova maglia due settimane più tardi, nella sconfitta interna per 2-0 con il Reading.
Il 30 agosto 2023, Thorisdottir viene ingaggiata a titolo definitivo dal Brighton & Hove, sempre nella massima serie inglese.

### Nazionale
Ha giocato in tutte le principali nazionali giovanili norvegesi, dall'under 15 all'under 23 con una parentesi nella nazionale svedese under 16. Il risultato più prestigioso fu il secondo posto all'Europeo under 19 di Italia 2011 dove la formazione under 19 si classificò dietro alla Germania al suo sesto titolo di campionessa d'Europa.
Nel 2015 viene selezionata dalla Norges Fotballforbund, la federazione calcistica della Norvegia, per vestire la maglia della nazionale maggiore, chiamata dal selezionatore Even Pellerud in occasione dell'edizione 2015 dell'Algarve Cup, torneo ad invito che si svolge annualmente in Portogallo, facendo il suo esordio il 6 marzo nella partita vinta per 1-0 sulle avversarie dell'Islanda.
Quello stesso anno Pellerud la inserisce nella lista delle 23 convocate al Mondiale di Canada 2015.

## Statistiche

### Presenze e reti nei club
Statistiche aggiornate al 19 agosto 2025.
| Stagione                 | Squadra                  | Campionato               | Campionato | Campionato | Coppe nazionali | Coppe nazionali | Coppe nazionali | Coppe internazionali | Coppe internazionali | Coppe internazionali | Altre coppe | Altre coppe | Altre coppe | Totale | Totale |
| Stagione                 | Squadra                  | Comp                     | Pres       | Reti       | Comp            | Pres            | Reti            | Comp                 | Pres                 | Reti                 | Comp        | Pres        | Reti        | Pres   | Reti   |
| ------------------------ | ------------------------ | ------------------------ | ---------- | ---------- | --------------- | --------------- | --------------- | -------------------- | -------------------- | -------------------- | ----------- | ----------- | ----------- | ------ | ------ |
| 2010                     | Klepp                    | TS                       | 17         | 1          | CN              | 0               | 0               | -                    | -                    | -                    | -           | -           | -           | 17     | 1      |
| 2011                     | Klepp                    | TS                       | 14         | 4          | CN              | 1               | 0               | -                    | -                    | -                    | -           | -           | -           | 15     | 4      |
| 2012                     | Klepp                    | TS                       | 7          | 1          | CN              | 0               | 0               | -                    | -                    | -                    | -           | -           | -           | 7      | 1      |
| 2012                     | Klepp                    | TS                       | 0          | 0          | CN              | 0               | 0               | -                    | -                    | -                    | -           | -           | -           | 0      | 0      |
| 2014                     | Klepp                    | TS                       | 5          | 0          | CN              | 1               | 0               | -                    | -                    | -                    | -           | -           | -           | 6      | 0      |
| 2015                     | Klepp                    | TS                       | 14         | 1          | CN              | 2               | 1               | -                    | -                    | -                    | -           | -           | -           | 16     | 2      |
| 2016                     | Klepp                    | TS                       | 0          | 0          | CN              | 0               | 0               | -                    | -                    | -                    | -           | -           | -           | 0      | 0      |
| gen.-giu. 2017           | Klepp                    | TS                       | 14         | 1          | CN              | 3               | 0               | -                    | -                    | -                    | -           | -           | -           | 17     | 1      |
| Totale Klepp             | Totale Klepp             | Totale Klepp             | 71         | 8          | -               | 7               | 1               | -                    | -                    | -                    | -           | -           | -           | 78     | 9      |
| 2017-2018                | Chelsea                  | WSL                      | 10         | 0          | WC              | 3               | 0               | UWCL                 | 7                    | 0                    | WSLC        | 4           | 0           | 24     | 0      |
| 2018-2019                | Chelsea                  | WSL                      | 5          | 0          | WC              | 0               | 0               | UWCL                 | 2                    | 1                    | WSLC        | 3           | 0           | 10     | 1      |
| 2019-2020                | Chelsea                  | WSL                      | 5          | 1          | WC              | 0               | 0               | -                    | -                    | -                    | WSLC        | 3           | 0           | 8      | 1      |
| lug.-dic. 2020           | Chelsea                  | WSL                      | 2          | 0          | WC              | -               | -               | UWCL                 | 1                    | 0                    | WSLC        | 2           | 0           | 5      | 0      |
| Totale Chelsea           | Totale Chelsea           | Totale Chelsea           | 22         | 1          | -               | 3               | 0               | -                    | 10                   | 1                    | -           | 12          | 0           | 47     | 2      |
| gen.-giu. 2021           | Manchester United        | WSL                      | 6          | 0          | WC              | 2               | 0               | -                    | -                    | -                    | WSLC        | -           | -           | 8      | 0      |
| 2021-2022                | Manchester United        | WSL                      | 20         | 1          | WC              | 2               | 0               | -                    | -                    | -                    | WSLC        | 5           | 0           | 27     | 1      |
| 2022-2023                | Manchester United        | WSL                      | 5          | 0          | WC              | 1               | 0               | -                    | -                    | -                    | WSLC        | 4           | 0           | 10     | 0      |
| Totale Manchester United | Totale Manchester United | Totale Manchester United | 31         | 1          | -               | 5               | 0               | -                    | -                    | -                    | -           | 9           | 0           | 45     | 1      |
| 2023-2024                | Brighton & Hove          | WSL                      | 20         | 0          | WC              | 2               | 0               | -                    | -                    | -                    | WSLC        | 4           | 0           | 26     | 0      |
| 2024-2025                | Brighton & Hove          | WSL                      | 13         | 0          | WC              | 2               | 0               | -                    | -                    | -                    | WSLC        | 1           | 0           | 16     | 0      |
| Totale Brighton & Hove   | Totale Brighton & Hove   | Totale Brighton & Hove   | 33         | 0          | -               | 4               | 0               | -                    | -                    | -                    | -           | 5           | 0           | 42     | 0      |
| 2025-2026                | Olympique Marsiglia      | PL                       | -          | -          | CF              | -               | -               | -                    | -                    | -                    | -           | -           | -           | -      | -      |
| Totale carriera          | Totale carriera          | Totale carriera          | 157        | 10         | -               | 19              | 1               | -                    | 10                   | 1                    | -           | 26          | 0           | 212    | 12     |

## Palmarès

### Club
- Campionato inglese: 2

Chelsea: 2017-2018, 2019-2020
- Women's FA Cup: 1

Chelsea: 2017-2018